# یواس‌اس الدریج (دی‌ای-۱۷۳)
| یواس‌اس الدریج · USS Eldridge DE-173 ایالات متحده آمریکا · | یواس‌اس الدریج · USS Eldridge DE-173 ایالات متحده آمریکا · |  |
| --------------------------------------------------------- | --------------------------------------------------------- |  |
|                                                           |                                                           |  |
| اطلاعات کلی                                               |                                                           |  |
| کشور سازنده                                               | ایالات متحده آمریکا                                       |  |
| تاریخ سفارش                                               | ۱۹۴۲                                                      |  |
| مشخصات                                                    |                                                           |  |
| جنگ‌افزارها                                                |                                                           |  |
| سرنوشت                                                    |                                                           |  |
| تاریخ خروج از خدمت                                        | ۱۹۷۰                                                      |  |

یواس‌اس الدریج (دی‌ای-۱۷۳) (به انگلیسی: USS Eldridge) ناوشکن نیروی دریایی ایالات متحده آمریکا بود که گفته می‌شود در سال ۱۹۴۳ میلادی در یک پروژه که به آزمایش فیلادلفیا مشهور است، ناپدید شد، و دوباره آشکار گردید.